# 鳥羽美鈴
鳥羽 美鈴（とば みすず）は、日本の社会学者。専攻はフランコフォニー、言語政策等。関西学院大学社会学部教授。日仏社会学会奨励賞受賞。

## 人物・経歴
パリ政治学院博士課程留学を経て、2008年一橋大学大学院言語社会研究科修了、論文「フランスと西アフリカ ―フランコフォニーを争点にして―」により、審査員糟谷啓介、イ・ヨンスク、鵜飼哲で博士（学術）の学位を取得。
日本学術振興会特別研究員、横浜国立大学非常勤講師、一橋大学大学院非常勤講師、関西学院大学社会学部助教を経て、2011年関西学院大学社会学部准教授。2017年関西学院大学社会学部教授。
専門はフランコフォニー地域研究や、言語政策、移民で、2013年には日本初の本格的フランコフォニー研究書である『多様性のなかのフランス語－フランコフォニーについて考える』により、日仏社会学会奨励賞（著書の部）を受賞した。

## 著書
- 『多様性のなかのフランス語 : フランコフォニーについて考える』関西学院大学出版会 2012年